# Carlos de Pena
Carlos de Pena, né le 11 mars 1992 à Montevideo, est un footballeur uruguayen, qui joue actuellement comme ailier au Coritiba FC.

## Biographie
Carlos de Pena joue 12 matchs en Copa Libertadores avec l'équipe du Nacional Montevideo. Lors de cette compétition, il inscrit deux buts. Le 29 mars 2015, il inscrit un triplé en championnat face au Club Atlético Atenas.
Le 1er septembre 2015, il rejoint le club anglais de Middlesbrough.
Le 10 avril 2019, il s'engage jusqu'à la fin de la saison, plus un an en option, avec le Dynamo Kiev.
Le 1er avril 2022, alors que l'Ukraine subit l'invasion russe, il rejoint en prêt le SC Internacional jusqu'à la fin de l'année, et avec une option de prolongation.

## Palmarès
| Nacional - Championnat d'Uruguay (1) : - Champion : 2014-15. |  | Dynamo Kiev - Championnat d'Ukraine (1) : - Champion : 2020-21. - Coupe d'Ukraine (2) : - Vainqueur : 2019-20 et 2020-21. - Supercoupe d'Ukraine (2) : - Vainqueur : 2019 et 2020. |